# Stephen Storace
Stephen John Seymour Storace (ur. 4 kwietnia 1762 w Londynie, zm. 15, 16 lub 19 marca 1796 tamże) – angielski kompozytor.

## Życiorys
Syn osiadłego w Anglii kontrabasisty Steffano Storace. W latach 1776–1778 studiował w Conservatorio di Sant’Onofrio a Porta Capuana w Neapolu. Porzucił naukę, by towarzyszyć swojej siostrze Nancy i irlandzkiemu śpiewakowi Michaelowi Kelly’emu w podróżach koncertowych. Podczas pobytu w Wiedniu poznał W.A. Mozarta i wystawił z sukcesem swoje dwie opery, Gli sposi malcontenti (1785) oraz Gli equivoci (1786). W 1787 roku osiadł w Londynie, gdzie wystawiał swoje opery, początkowo w King’s Theatre, a następnie w Theatre Royal przy Drury Lane. Jego karierę przerwała nagła choroba, zakończona przedwczesną śmiercią.
Był czołowym obok Thomasa Linleya młodszego angielskim twórcą operowym końca XVIII wieku. Jego dorobek kompozytorski obejmuje 19 oper, jedną kantatę, 5 arii koncertowych, 2 ballady, 8 canzonett, balet, 2 kwintety, 3 tria, 6 sonat. W swojej twórczości usiłował zmienić dotychczasowe angielskie przyzwyczajenia operowe, zerwał z nadrzędną rolą libretta w utworze, wprowadzał recytatywy, ansamble i rozbudowane finały, w opinii ówczesnej publiczności traktowane jako elementy spowalniające akcję dramatyczną.